# Paul Géroudet
Paul Géroudet (* 13. Dezember 1917 in Genf; † 23. November 2006 ebenda) war ein Schweizer Ornithologe, Lehrer, Übersetzer und Sachbuchautor.

## Leben
Géroudet war bereits in jungen Jahren naturbegeistert, insbesondere nach der Lektüre des Buches Die wunderbare Reise des kleinen Nils Holgersson mit den Wildgänsen von Selma Lagerlöf. Im Alter von fünfzehn Jahren widmete er sich als Autodidakt der Ornithologie und abonnierte ab 1932 die Zeitschrift Nos Oiseaux der Société romande pour l’étude et la protection des oiseaux, in der er 1935 seine erste Notiz veröffentlichte.
Er trat auch dem Schweizerischen Bund für Naturschutz bei, wo er bis zu seinem Tod Mitglied war, und besuchte häufig die Bibliothek des Muséum d’histoire naturelle de la Ville de Genève.
Nach seinem Abschluss als Lehrer im Jahr 1936 unterrichtete er 27 Jahre lang an öffentlichen Schulen. Seine Mitarbeit bei der Zeitschrift Nos Oiseaux führte dazu, dass er im Juli 1939 Chefredaktor wurde. Diesen Posten hatte er bis 1994 inne. Er veröffentlichte über 600 Artikel und Notizen.
Die Verdienste von Paul Géroudet wurden 1962 von der Société nationale d’acclimatation et de protection de la nature de France  gewürdigt, die ihn mit ihrer höchsten Auszeichnung, der Grande Médaille Isidore Geoffroy Saint-Hilaire, ehrte. 1964 verlieh ihm die Universität Neuenburg die Ehrendoktorwürde, 1967 folgte die Universität Genf. 1964 wurde er korrespondierendes Mitglied der American Ornithologists’ Union, und 2004 wurde er zu deren Ehrenmitglied ernannt.
Géroudet ist Autor zahlreicher Bücher, die im Verlag Delachaux et Niestlé erschienen sind. Das erste Werk, das er nach einem Entwurf von Paul-André Robert verfasste, erschien 1940 unter dem Titel Les Rapaces, les colombins et les gallinacés. Bald darauf folgten in der Reihe Les Beautés de la nature im selben Verlag die Werke Les Échassiers (1942), Les Palmipèdes (1946) sowie drei Bände der Schrift Les Passeraux (1951, 1954 und 1957). 1954 übersetzte er das Standardwerk A Field Guide to the Birds of Britain and Europe von Roger Tory Peterson, Guy Mountfort und Philip Hollom unter dem Titel Guide des oiseaux d’Europe ins Französische. Bei der Adaption von Petersons Vogelführer war Géroudet der Erste, der die Rufe und Gesänge der Vögel durch Silben und Lautmalereien (die je nach Sprache unterschiedlich sind) transkribierte.
Neben zahlreichen Übersetzungen und Adaptionen ornithologischer oder allgemein naturwissenschaftlicher Werke veröffentlichte Géroudet auch mehrere bedeutende Bücher, die sich sowohl an die breite Öffentlichkeit als auch an Fachleute richten. Nachdem er den Text von Ulrich Arnold Corti im ersten Band von Les oiseaux nicheurs d’Europe, der 1956 im Silva-Verlag erschien, auf Französisch adaptiert hatte, verfasste er die Texte der drei folgenden Bände, deren Tafeln von seinem Freund Paul Barruel stammen. Diese Bücher erschienen auf Deutsch, Französisch und Italienisch und wurden als Prämien für den Kauf von Markenprodukten angeboten.
Géroudet war von 1967 bis 1971 Referent beim WWF und verfasste rund 150 Pressemitteilungen und 120 Beiträge zu so unterschiedlichen Themen wie den Teichen der Dombes, dem Java-Nashorn, der Kretischen Wildziege oder zu den afrikanischen Nationalparks.
1967 richtete Géroudet an mehrere Behörden und Persönlichkeiten im Département Haute-Savoie einen Aufruf zur Rettung der Inseln im Dransedelta. 1971 und 1972 wiederholte er seinen Appell und veröffentlichte ein Memorandum mit dem Titel SOS pour les inses de la Dranse. 1980 wurde schliesslich das Nationale Naturschutzgebiet Dransedelta eingerichtet.
In Zusammenarbeit mit Noel Simon erschien 1970 das Buch Last Survivors. The natural history of animals in danger of extinction, zu dem Paul Barruel die Vogelillustrationen und Helmut Diller die Säugetierillustrationen beisteuerte. Nachdem er Zuschüsse vom Fonds national de la recherche scientifique erhalten hatte, widmete er sich den beiden Bänden des Werkes Limicoles, gangas et pigeons d’Europe, die 1982 und 1983 erschienen und deren Illustrationen zum Teil von Paul Barruel stammen.
1987 erschien in Zusammenarbeit mit Nos Oiseaux das Buch Les oiseaux du lac Léman im Verlag Delachaux & Niestlé, das zum Teil von Robert Hainard (1906–1999) illustriert wurde.
Er war auch Naturschützer und setzte sich für Adler, Geier, Falken, Eulen und Käuze, Bartgeier sowie Zugvögel ein.
Géroudet starb im November 2006 an den Folgen einer Krebserkrankung. Im März 2007 widmete ihm die Zeitschrift Nos Oiseaux eine vollständige Ausgabe.
Nach Géroudet ist der Weiher Étang Paul Géroudet in der Genfer Gemeinde Russin benannt.